# Alfa Romeo Visconti

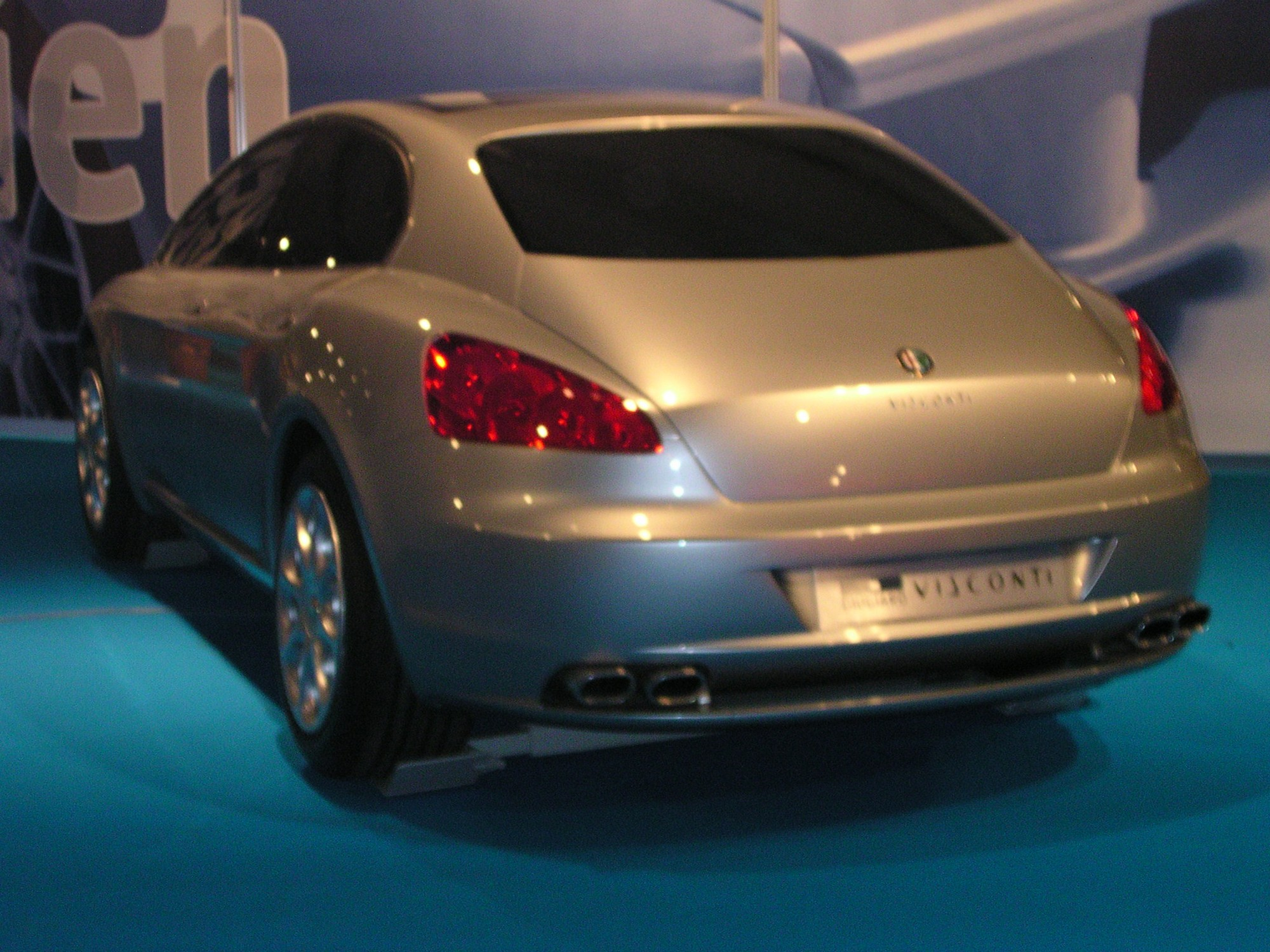
Heckansicht

Der Alfa Romeo Visconti ist ein Konzeptfahrzeug des italienischen Automobilherstellers Alfa Romeo, das von Giorgetto Giugiaro entworfen wurde. Das Auto wurde zum ersten Mal auf dem Genfer Autosalon 2004 gezeigt. Der Name Visconti geht auf eine alte Mailänder Familie zurück. Ihr Wappen, eine Schlange, die ein Kind verschlingt, ist Teil des Logos von Alfa Romeo.

## Übersicht
Das Auto ist eine viertürige Limousine mit einer an ein Coupé angelehnten Heckpartie (viertüriges Coupé). Italdesign, das Studio von Giorgetto Giugiaro, wollte mit dem Visconti die Idee eines Nachfolgers des Alfa Romeo 166 präsentieren. Dabei sollte aber keine traditionelle Stufenhecklimousine entstehen, sondern eher ein Sportkombi mit abfallendem Heck. Giugiaro, der bereits viele Fahrzeuge für Alfa Romeo gezeichnet hatte, wollte eine Form schaffen, die zu einem Flaggschiff der Marke passen würde. Mit der Studie des Bugatti EB 112 hatte er bereits 1993 ein ähnliches Kombi-Coupé entworfen.

## Technik
Der Visconti baute auf der Plattform des Alfa Romeo 159 auf. Das Auto war knapp 5 Meter lang und ca. 1,90 Meter breit.
Angetrieben wurde der Wagen von einem 3,2 Liter großen V6-JTS-Biturbo-Ottomotor, der 405 PS (298 kW) bei 6000/min leistete und ein maximales Drehmoment von 680 Nm bei 2000/min bot. Die Kraft wurde über eine Sechsgangautomatik auf alle vier Räder übertragen. Das Fahrzeug hatte außerdem Allradlenkung und Carbon-Keramikbremsen von Brembo, was die Fahrstabilität und Fahrsicherheit verbessern sollte. Zur weiteren technischen Ausstattung gehörte eine Luftfederung für erhöhten Fahrkomfort, über die auch die Bodenfreiheit eingestellt werden konnte.
Zur Serienfertigung kam es nicht. Der Alfa Romeo 166 lief 2007 ohne einen Nachfolger aus.